# درس گیتار
درس گیتار (فرانسوی: La leçon de guitare‎) یک نقاشی رنگ روغن از بالتوس نقاش مدرنیست لهستانی-فرانسوی است که سال ۱۹۳۴ کشیده شد. این نقاشی زنی (معلم گیتار) را با یک پستان لخت به تصویر می‌کشد که دخترکی نابالغ با پایین‌تنهٔ برهنه را همچون گیتار دست گرفته و در حال نواختن اوست. نقاشی به دلیل برخورداری از مایه‌های سادیستی و بی‌پردگی جنسی، از جنجالی‌ترین و بدنام‌ترین آثار بالتوس به‌شمار می‌رود و منتقدان بسیاری از بدو نمایشِ اثر او را به انحراف جنسی متهم کرده‌اند. سبک نقاشی یادآور آثار هنری دوران کلاسیک، به‌ویژه باکره سوگوار است، آمیخته با هاله‌ای از رمز و راز که بسیاری از آثار بالتوس را احاطه کرده است.
درس گیتار هم‌اکنون در مالکیت یک مجموعهٔ خصوصی است و پس از آخرین نمایش عمومی‌اش در نیویورک به سال ۱۹۷۷، دیگر به نمایش در نیامده است.